# Nicola Cabibbo
Nicola Cabbibo (10. dubna 1935 Řím – 16. srpna 2010 tamtéž) byl italský jaderný fyzik známý pro své výzkumy slabých jaderných interakcí. Byl prezidentem italského Národního ústavu jaderné fyziky (1983–1992), od 6. dubna 1993 až do své demise 18. června 2010 byl prezidentem Papežské akademie věd (členem se stal v roce 1986).